# Stworzenie człowieka z gliny

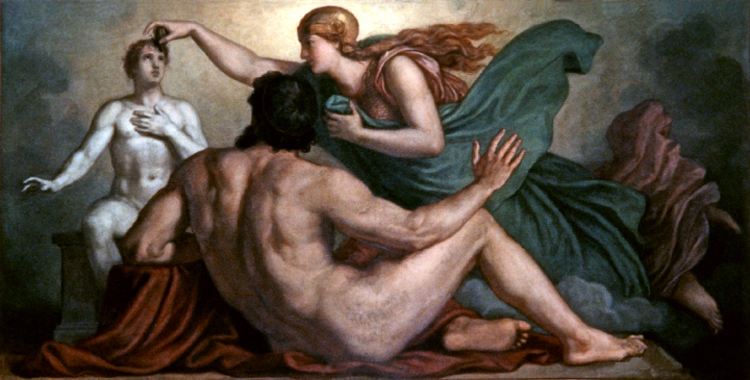
Po stworzeniu człowieka z gliny Prometeusz patrzy, jak Atena obdarza jego stworzenie rozumem (obraz Christiana Griepenkera, 1877)

Stworzenie człowieka z gliny – motyw literacki często pojawiający się w różnych religiach i mitologiach. 
Przykłady:
- w Księdze Rodzaju 2:7 "wtedy to Pan Bóg ulepił człowieka z prochu ziemi i tchnął w jego nozdrza tchnienie życia, wskutek czego stał się człowiek istotą żywą”[1]
- według Koranu Bóg stworzył człowieka z gliny.
- według mitologii babilońskiej Aruru uformowała z gliny na polecenie Enkiego Enkidu, rywala i późniejszego przyjaciela Gilgamesza[a].
- według greckiej mitologii (zobacz Theogonia) Prometeusz ulepił człowieka z gliny a Atena obdarzyła go życiem
- według chińskiej mitologii (Chuci) Nüwa ulepiła figury z żółtej gliny, dając im życie i możliwość rodzenia dzieci.
- według egipskiej mitologii bóg Chnum stworzył dzieci ludzkie z gliny przed umieszczeniem ich w łonie ich matki[2].